# Nemania serpens

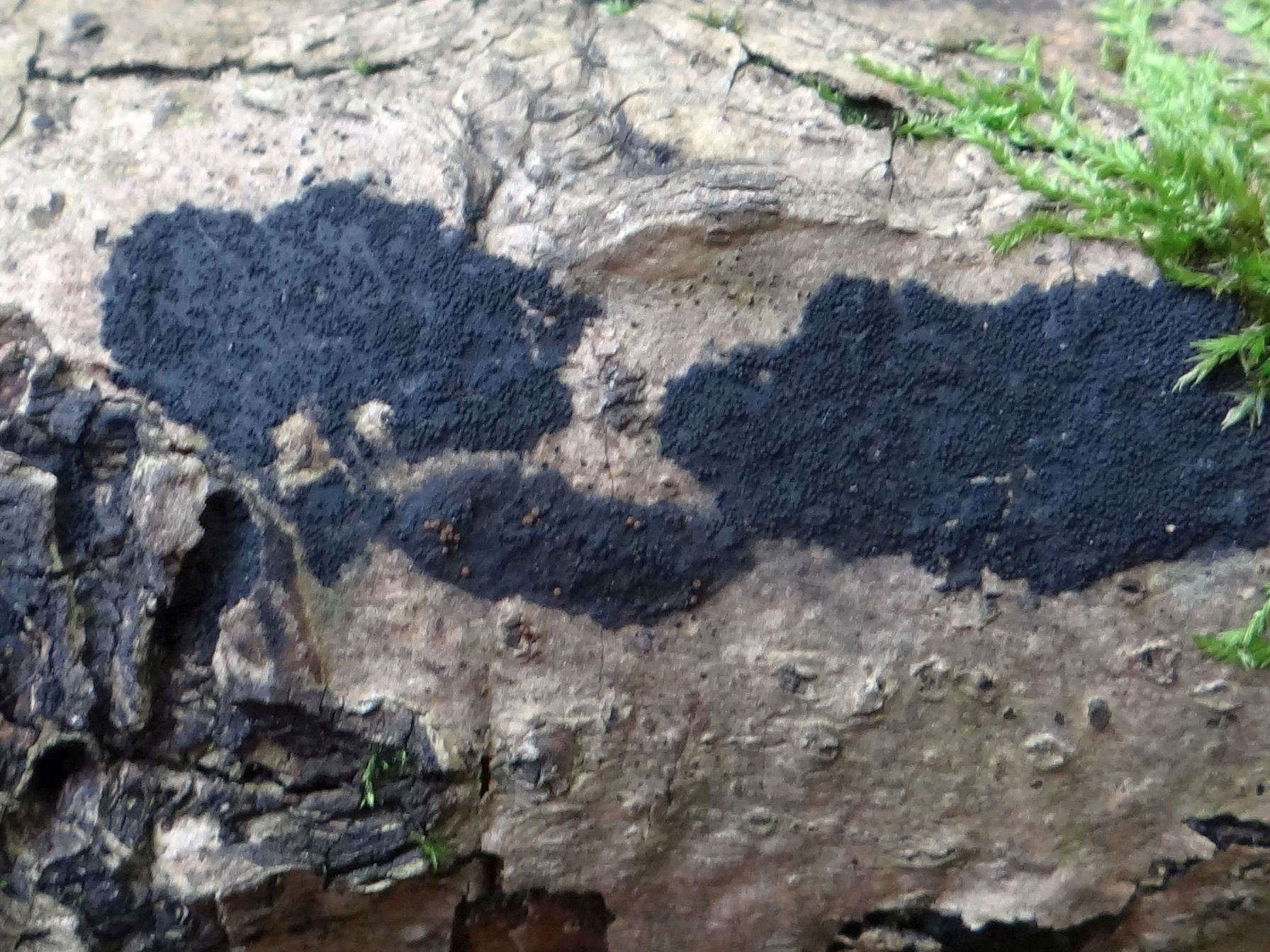
Teleomorfa z widocznymi brodawkowatymi ujściami perytecjów

Nemania serpens (Pers.) Gray – gatunek grzybów należący do rodziny próchnilcowatych (Xylariaceae).

## Systematyka i nazewnictwo
Pozycja w klasyfikacji według Index Fungorum: Nemania, Xylariaceae, Xylariales, Xylariomycetidae, Sordariomycetes, Pezizomycotina, Ascomycota, Fungi.
Po raz pierwszy opisał go w 1796 r. Christiaan Hendrik Persoon, nadając mu nazwę Sphaeria serpens. Obecną nazwę nadał mu w 1821 r. Samuel Frederick Gray.
Ma około 20 synonimów. Niektóre z nich:
- Geniculosporium serpens Chesters & Greenh. 1964
- Hypoxylon serpens (Pers.) J. Kickx f. 1835
- Nemania colliculosa (Schwein.) Granmo 1999
- Nemania reticulata (P. Karst.) Granmo 1999[2].

## Morfologia
Na podłożu tworzy rozpostarte podkładki o nieregularnie elipsoidalnym kształcie, długości 4–50 mm, szerokości 2–10 mm i grubości 0,5–0,8 mm. Czasami sąsiednie podkładki zlewają się tworząc większe i nieregularne płaty. Brzeg nagle zakończony, bez rozrzedzonej warstwy strzępek. Powierzchnia o barwie od ciemnobrązowej do czarnej, z widocznymi, rzadziej niepozornym stożkami z ostiolami. Młode podkładki pokryte są warstwą strzępek formy bezpłciowej (anamorfy) o barwie od szarej do beżowej. Wewnątrz podkładki mają barwę od białawej do szarej. Perythecja niemal kuliste, o średnicy 0,5–0,7 mm. Ostioles brodawkowate, zwykle szerokostożkowate, czarne. Worki cylindryczne, o długich trzonkach, część zawierająca zarodniki o wymiarach 75–90 µm x 6–8 µm, trzonki o długości 60–80 µm, z nieamyloidalnym aparatem apikalnym, nawet po potraktowaniu 3% KOH, ale amyloidalnym po obróbce wstępnej 5–10% KOH i dekstrynoidalnym (jasnoczerwono-brązowym) w płynie Lugola. Aparaty apikalne mają kształt odwróconego kapelusza, wysokość 2,7–3,4 µm i szerokość 2–2,7 µm. Askospory 10,5–14 × 4–5,5 µm, bladooliwkowo-brązowe, elipsoidalne, nierównoboczne, z szeroko zaokrąglonymi końcami, czasami nieco kiełbaskowate, w worku ułożone w jednym lub dwóch rzędach, z krótką, słabo widoczną porą rostkową na mniej wypukłej stronie.
Charakterystyczną cechą Nemania serpens są bladooliwkowo-brązowe askospory o szeroko zaokrąglonych końcach i niepozornej porze rostkowej, oraz reakcja dekstrynoidalna aparatu apikalnego w roztworze Lugola, podczas gdy nie reaguje w odczynniku Melzera. Dzięki tej reakcji można łatwo odróżnić bardzo pospolitą N. serpens od Nemania aenea, u której również następuje negatywna lub bardzo słaba reakcja aparatu apikalnego w odczynniku Melzera, ale w przeciwieństwie do N. serpens, zmienia on kolor na niebieski w roztworze Lugola.

## Występowanie i siedlisko
Nemania serpens występuje na niektórych wyspach i wszystkich kontynentach poza Antarktydą. W Europie jest najczęściej występującym gatunkiem rodzaju Nemania. W Polsce również podano wiele stanowisk tego gatunku.
Grzyb nadrzewny, saprotrof. Występuje na próchniejącym drewnie drzew liściastych; w Polsce notowany na brzozach, buku, topoli osice, dębie szypułkowym, wierzbie białej, i wierzbie kruchej, w innych krajach także na wielu innych gatunkach, głównie drzew liściastych, ale także iglastych.